# Thomas Hauser
Thomas Hauser (nacido el 27 de febrero de 1946 en la ciudad de Nueva York, EE. UU.) Es un escritor estadounidense.

## Carrera como escritor
Hizo su debut como escritor en 1978 con «The Execution of Charles Horman; An American Sacrifice». La esposa de Horman, Joyce y su padre, Ed Horman cooperaron con Hauser en el libro que describe la suerte de Charles y la búsqueda de su familia para descubrir la verdad en Chile en torno al Golpe de Estado del 11 de septiembre de 1973. Fue nominado para un Premio Pulitzer y adaptada como la película Desaparecido de Costa-Gavras. 
En 1981, publicó una novela, «Ashworth & Palmer», situada en un bufete de abogados de ficción, que fue inspirado por su experiencia como socio de Cravath, Swaine & Moore desde 1971 hasta 1977, luego de su graduación de la Columbia Law School en 1970.
En 1991 fue galardonado con el Premio anual William Hill Sports por su libro «Muhammad Ali: His Life and Times», una biografía del boxeador Muhammad Ali..

### Marco histórico de la primera novela
El film estaba prohibido durante la Dictadura Militar de Pinochet, aun incluso en el film no está mencionado el nombre del país en el que ocurre  (Sin embargo las ciudades chilenas de Santiago y Viña del Mar si lo son). Tanto la película como el libro de Thomas Hauser «The Execution of Charles Horman» fueron retirados del mercado tras una demanda en contra de Costa-Gavras y la compañía matriz de Universal, MCA, por el exembajador de Estados Unidos en Chile Nathaniel Davis,  y otros dos oficiales de la Oficina de Inteligencia Naval (Ray Davis y Patrick Ryan) , que aparecen mencionados en el film que sugiere su responsabilidad en la ejecución de Horman . Una demanda contra Hauser mismo fue rechazada por problemas de forma. Davis y sus dos compatriotas perdieron todos los juicios. Después de haber ganado el juicio, Universal colocó nuevamente la película 2006.